# منشیه خان الشیح
منشیه خان الشیح (به عربی: منشیة خان الشیح) یک روستا در سوریه است که در استان ریف دمشق واقع شده‌است. منشیه خان الشیح ۲٬۱۴۶ نفر جمعیت دارد.